# San Michele sconfigge Satana
San Michele sconfigge Satana  è un dipinto a olio su tavola trasportato su tela (268×160 cm) di Raffaello e aiuti, datato 1518 e conservato nel Museo del Louvre di Parigi L'opera è firmata e datata sull'orlo della veste di san Michele: "RAPHAEL VRBINAS PINGEBAT M.D.XVIII".

## Storia e descrizione
L'opera venne commissionata nel 1517 da Lorenzo duca d'Urbino, tramite suo zio Leone X, per omaggiare l'alleato Francesco I di Francia. Fu inviata in Francia, assieme alla Sacra Famiglia, nel giugno 1518. È detta anche il Gran san Michele per distinguerla dalla tavola di analogo soggetto, anch'essa conservata al Louvre, ma di dimensioni ben più ridotte (31×27 cm), databile al 1505 circa. La scelta del santo era legata all'Ordine di San Michele, di cui il re era Gran maestro, e l'atteggiamento battagliero alludeva alla crociata contro i Turchi che il papa tentò vanamente di organizzare.
Venne restaurata più volte, dal Primaticcio, nel 1537-1540, e in seguito dal Guélin, nel 1685: tali interventi, uniti al trasporto su tela nel 1737 (una pratica assai diffusa in Francia), hanno compromesso la superficie pittorica. Il maestro dipinse alcune parti soltanto, oltre a ideare la composizione, avvalendosi probabilmente dell'aiuto di Giulio Romano. Dell'opera esistono numerose copie antiche, a testimonianza della sua celebrità.
San Michele è ritratto a piena figura, mentre incede eroico sopra il demonio schiacciandolo col piede e preparandosi a colpirlo con la lancia appuntita. I drappi svolazzanti amplificano il senso di movimento, che riecheggia esempi michelangioleschi. Satana, che regge il forcone, è rappresentato in un efficace scorcio, tra rocce in cui si vedono fiamme, quali accessi agli Inferi. Ha corna che gli spuntano dai capelli crespi e ali di uccellaccio, ben diverse da quelle col piumaggio iridescente del santo. L'orchestrazione dei colori è magistrale, così come l'uso espressivo ed incidente della luce, che faranno scuola per i classicisti del XVII secolo.